# Ludwig von Richthofen
Johann Carl Christian Friedrich Ludwig August von Richthofen (ur. 7 grudnia 1800 w Prudniku, zm. 26 września 1880 w Szczerbicach) – pruski szlachcic, starosta strzelecki, kozielski i rybnicki.

## Życiorys

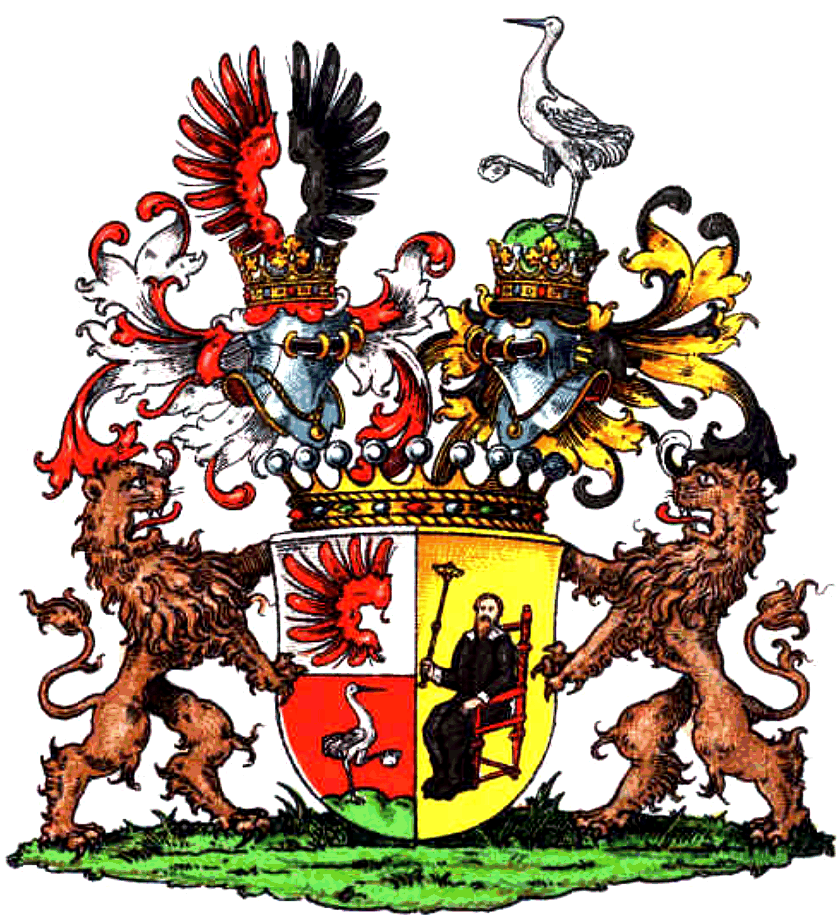
Herb Richthofenów

Urodził się 7 grudnia 1800 w Prudniku jako syn wojskowego Ludwiga Philipa von Richthofen i Johanne Gust. Rodzina Richthofen posiadała dziedziczny tytuł barona (Freiherr). Uczęszczał do gimnazjum w Oleśnicy. Wyjechał do Luksemburga, gdzie służył w korpusie inżynieryjnym i awansował do stopnia podporucznika.
Po śmierci matki w 1832 przeniósł się do Koźla, gdzie zarządzał odziedziczonym majątkiem. W 1835 zwolnił się ze służby wojskowej ze względu na chorobę oczu.
Był właścicielem majątków w Leśnicy (od 1832 do 1860), Ruptawie (1836–1844), Rozwadzy (1846–1855) i Mszanie Górnej (1860–1861). Od 1844 do 1845 był starostą powiatu strzeleckiego, a następnie, w latach 1844–1848, powiatu kozielskiego. Od 1860 do 1873 piastował urząd starosty powiatu rybnickiego.

## Życie prywatne
Potrafił posługiwać się językiem polskim. 29 lipca 1834 poślubił Luise Annę Amalie von Laschowski, córkę ziemianina.